# Pi Hydrae
Pi Hydrae (π Hya, π Hydrae) è una stella della costellazione dell'Idra. Con una magnitudine apparente di +3,26, è la quinta stella più luminosa della propria costellazione. La sua distanza dal sistema solare è di circa 101 anni luce.

## Osservazione
π Hydrae è una stella dell'emisfero australe, ma la sua posizione non fortemente meridionale le consente di essere scorta dalla maggior parte delle regioni abitate della Terra, ad eccezione delle zone più settentrionali della Scandinavia, della Russia, del Canada e dell'Alaska. D'altra parte, nell'emisfero australe diviene circumpolare solo nel continente antartico. Essendo di magnitudine +3,26 la si può scorgere anche dai piccoli e medi centri urbani senza difficoltà.
Il periodo migliore per la sua osservazione ricade nei mesi primaverili dell'emisfero boreale, che equivale alla stagione autunnale dell'emisfero australe.

## Caratteristiche fisiche
La stella è una gigante arancione di tipo spettrale K1III; la sua massa è 2,5 volte quella del Sole mentre il raggio è 15 volte superiore. Ha una temperatura superficiale di 4660 K, ha una luminosità 64 volte quella solare in luce visibile, che sale a un centinaio di volte quella del Sole tenendo conto della radiazione infrarossa che emette una stella con bassa temperatura superficiale. La presenza di elementi più pesanti dell'elio, chiamata metallicità, è minore di quella del Sole, poco più dell'80% rispetto alla nostra stella.